# Берёзовское сельское поселение (Татарстан)
Березовское се́льское поселе́ние — муниципальное образование в Бугульминском районе Татарстана Российской Федерации.
Административный центр — посёлок Берёзовка.

## История
Статус и границы сельского поселения установлены Законом Республики Татарстан от 31 января 2005 года № 18-ЗРТ «Об установлении границ территорий и статусе муниципального образования "Бугульминский муниципальный район" и муниципальных образований в его составе».

## Население
| 2010  | 2011  | 2012  | 2013  | 2014  | 2015  | 2016  |
| ----- | ----- | ----- | ----- | ----- | ----- | ----- |
| 2265  | ↘2261 | ↗2320 | ↗2338 | ↗2362 | ↗2427 | ↗2466 |
| 2017  | 2018  |       |       |       |       |       |
| ↘2421 | ↘2406 |       |       |       |       |       |

## Состав сельского поселения
| № | Населённый пункт     | Тип населённого пункта          | Население |
| - | -------------------- | ------------------------------- | --------- |
| 1 | Берёзовка            | посёлок, административный центр |           |
| 2 | Подлесный            | посёлок                         |           |
| 3 | Прогресс             | посёлок                         |           |
| 4 | Солдатская Письмянка | село                            |           |
| 5 | Таллы-Буляк          | деревня                         |           |